# Farmersville (Texas)
Farmersville és una ciutat a l'estat de Texas. Segons el cens del 2000 tenia 3.118 habitants.

## Demografia
Segons el cens del 2000, Farmersville tenia 3.118 habitants, 1.115 habitatges, i 820 famílies. La densitat de població era de 371,6 habitants per km².
Dels 1.115 habitatges en un 37,5% hi vivien nens de menys de 18 anys, en un 53,7% hi vivien parelles casades, en un 15,3% dones solteres, i en un 26,4% no eren unitats familiars. En el 24,7% dels habitatges hi vivien persones soles el 14% de les quals corresponia a persones de 65 anys o més que vivien soles. El nombre mitjà de persones vivint en cada habitatge era de 2,73 i el nombre mitjà de persones que vivien en cada família era de 3,22.
Per edats la població es repartia de la següent manera: un 29,5% tenia menys de 18 anys, un 9,1% entre 18 i 24, un 27,4% entre 25 i 44, un 19,1% de 45 a 60 i un 14,9% 65 anys o més.
L'edat mediana era de 33 anys. Per cada 100 dones de 18 o més anys hi havia 81 homes.
La renda mediana per habitatge era de 38.094 $ i la renda mediana per família de 46.700 $. Els homes tenien una renda mediana de 32.331 $ mentre que les dones 22.647 $. La renda per capita de la població era de 18.693 $. Aproximadament el 8,5% de les famílies i el 12,5% de la població estaven per davall del llindar de pobresa.

## Poblacions properes
El següent diagrama mostra les poblacions més properes.